# Limnophora separanda
Limnophora separanda este o specie de muște din genul Limnophora, familia Muscidae, descrisă de Zielke în anul 1970. Conform Catalogue of Life specia Limnophora separanda nu are subspecii cunoscute.